# Premio Ciudad de Getafe de Novela Negra
El Premio Ciudad de Getafe de Novela Negra es un galardón que se entrega anualmente dentro del marco del Festival literario Getafe Negro, que se lleva a cabo en el municipio de Getafe, Madrid, y está incluido en Ciclos de semana negra en España. Aunque el premio se remonta a 1997, a partir de 2009 se enfocó en las novelas de género negro. 

## Premio
El premio conlleva una dotación económica de 10.000 euros y la publicación de la novela. Desde su primera edición hasta la fecha, la novela galardonada ha sido editada por Editorial EDAF (Madrid)

## Ganadores
| Año  | Ganador/a                         | País           | Novela                           |
| ---- | --------------------------------- | -------------- | -------------------------------- |
| 2009 | Marcelo Luján                     | Argentina      | La mala espera                   |
| 2010 | Francisco Balbuena                | España         | No hay perro que viva tanto      |
| 2011 | David C. Hall                     | Estados Unidos | Barcelona skyline                |
| 2012 | Mario de los Santos y Óscar Sipán | España         | Cuando estás en el baile, bailas |
| 2013 | Alexis Ravelo                     | España         | La última tumba                  |
| 2014 | Solange Camaüer                   | Argentina      | Sabiduría Elemental              |
| 2015 | Jordi Juan                        | España         | Ángulo muerto                    |
| 2016 | José María Espinar                | España         | El Peso del Alma                 |
| 2017 | Jesús Tíscar                      | España         | La japonesa calva                |
| 2018 | Saúl Cepeda Lezcano               | España         | Agua                             |
| 2019 | Martín Doria                      | Colombia       | Los niños de mangle              |
| 2020 | Raúl Ariza Pallarés               | España         | Por mi gran culpa                |
| 2021 | Mercedes Rodrigo                  | España         | Un asunto rural                  |